# Comarca de Muros
La comarca de Muros es una comarca situada en el noroeste de España, en la provincia de La Coruña (Galicia). Limita, al norte, con la comarca del Xallas; al este, con la comarca de Noya; y al sur y al oeste, con el océano Atlántico.

## Municipios
Está formada por los municipios de Carnota y Muros.